# Solitärpflanze

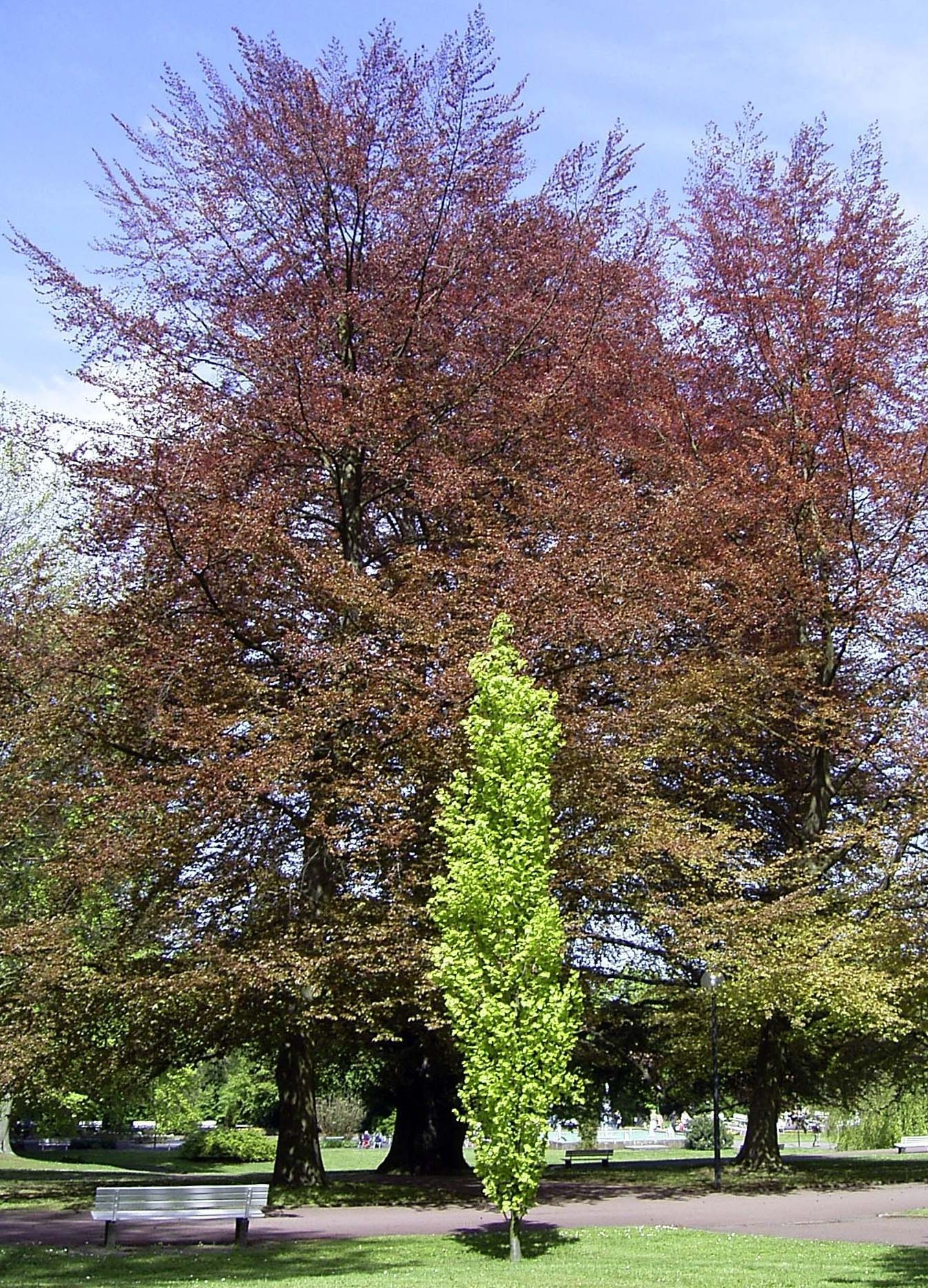
Buchen in einem Park: im Hintergrund eine Blutbuche, im Vordergrund die gelbgrün austreibende Rotbuchensorte ‚Zlatia‘ („Gold-Buche“)

Als Solitärpflanze (aus französisch „solitaire“ für „Einzelgänger“) bezeichnet man in der Gartenkunst und in der Aquaristik solche Pflanzen, die als einzelnes Exemplar eine Bepflanzung optisch dominieren. Sie unterscheiden sich von den Pflanzen in ihrer Nachbarschaft meist durch besondere Wuchsform, Größe, Blattfärbung, Blüten- oder Blattform. Frei stehende Solitärpflanzen kommen besonders gut zur Geltung.

## Pflanzenauswahl
Welche Pflanzen als Solitärpflanze verwendet werden können, hängt von den jeweiligen Ausgangsbedingungen ab, ob Park oder Garten oder Innenraumbegrünung oder Schauaquarium. In einem Staudenbeet können zahlreiche Arten als Solitärpflanze dienen. Im Spannungsfeld von großen und kleinen Pflanzen, von ganzen Beständen und eben Solitären kann in Anlagen jeglicher Größe ein lebhaftes, akzentuiertes und doch harmonisches Gartenbild gestaltet werden, das von vielen Betrachtern als gefällig empfunden wird.

### Bäume
Parks mit weitläufigen Flächen verwenden große Bäume wie etwa Blutbuche wegen der Rotfärbung der Blätter, Süntelbuche wegen der bizarren Wuchsform oder großwerdende Magnolienbäume wegen der frühen Blütenfülle. Die in Vorgärten als Solitärpflanze verwendeten Arten sind dagegen deutlich kleiner. Damit ist auch die Auswahl sehr viel größer.

### Sträucher
Häufig findet man kleinbleibende Magnolienarten oder Rhododendron. Unter den Sträuchern werden gern besonders auffallende Blühformen genutzt, wie die immergrüne Chinesenhutpflanze (Holmskioldia sanguinea) mit ihren interessanten orangefarbenen Blüten.

### Stauden
Auch Blumen können als Solitärpflanzen verwendet werden, etwa Chrysanthemen mit nur einer einzigen imposanten Blüte pro Topf.
Riesige Bananenstauden werden als Solitärpflanzen gerne gepflanzt, zusätzlich können sie Obst liefern. Die Einführung des Riesen-Bärenklaus als eindrucksvolle Solitärpflanze in Gärten hat jedoch dazu geführt, dass sich diese Pflanze in Deutschland als invasiver Neophyt ausbreiten konnte.

### Gräser
Unter den Gräsern gelten als Solitärpflanzen Amerikanisches Pampasgras und Chinaschilf.

### Wasserpflanzen
Als Solitärpflanzen in der Aquaristik werden meist solche Arten verwendet, die sich von den anderen Pflanzen durch ihre Blattfarbe deutlich abheben. Sehr häufig sind dies die rotblättrigen Zuchtformen der Schwertpflanzen. Aber auch einige Arten mit auffälligen Blattformen wie beispielsweise die sehr anspruchsvolle Gitterpflanze werden als Solitär verwendet.